# Brassavola subulifolia
Brassavola subulifolia là một loài lan.

## Hình ảnh

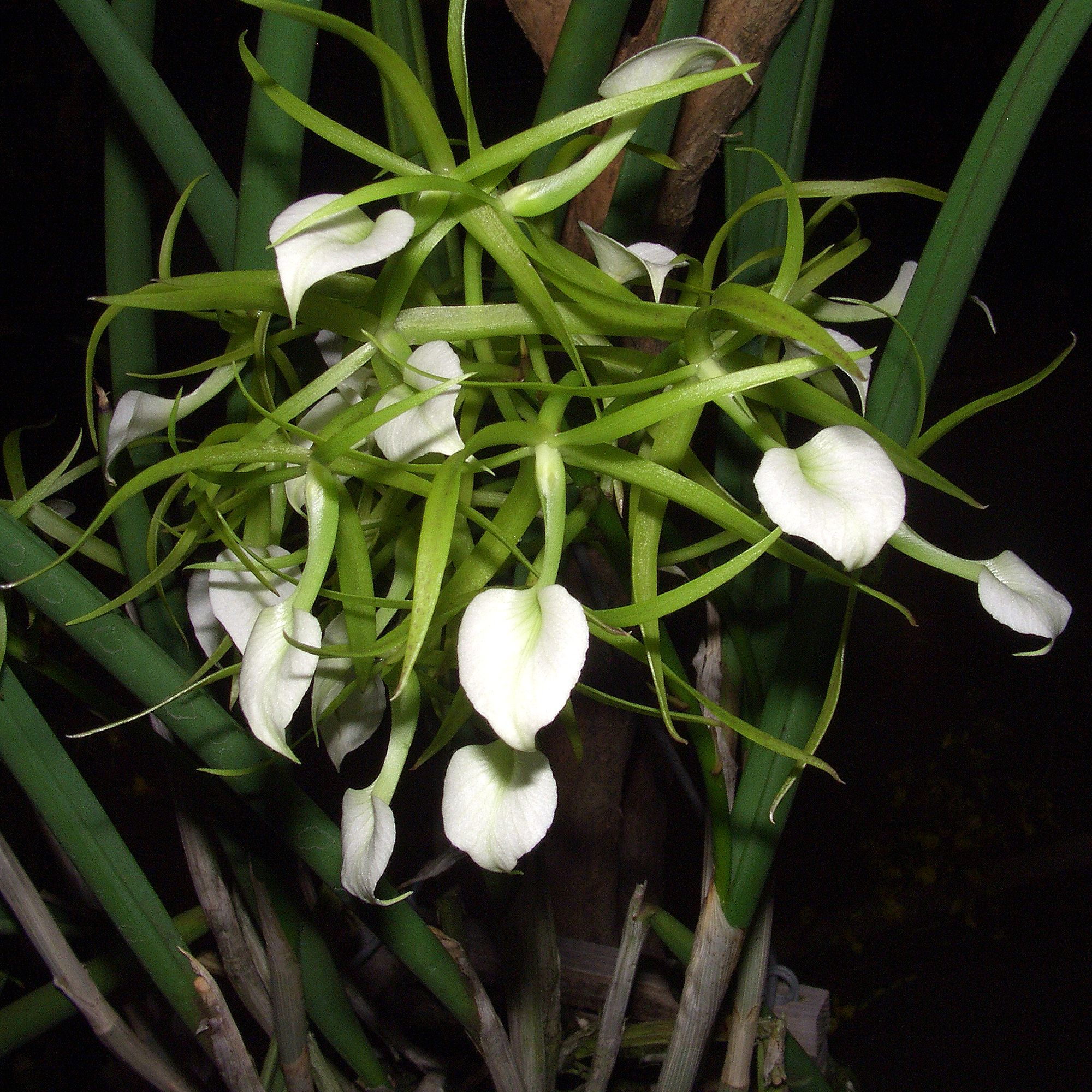
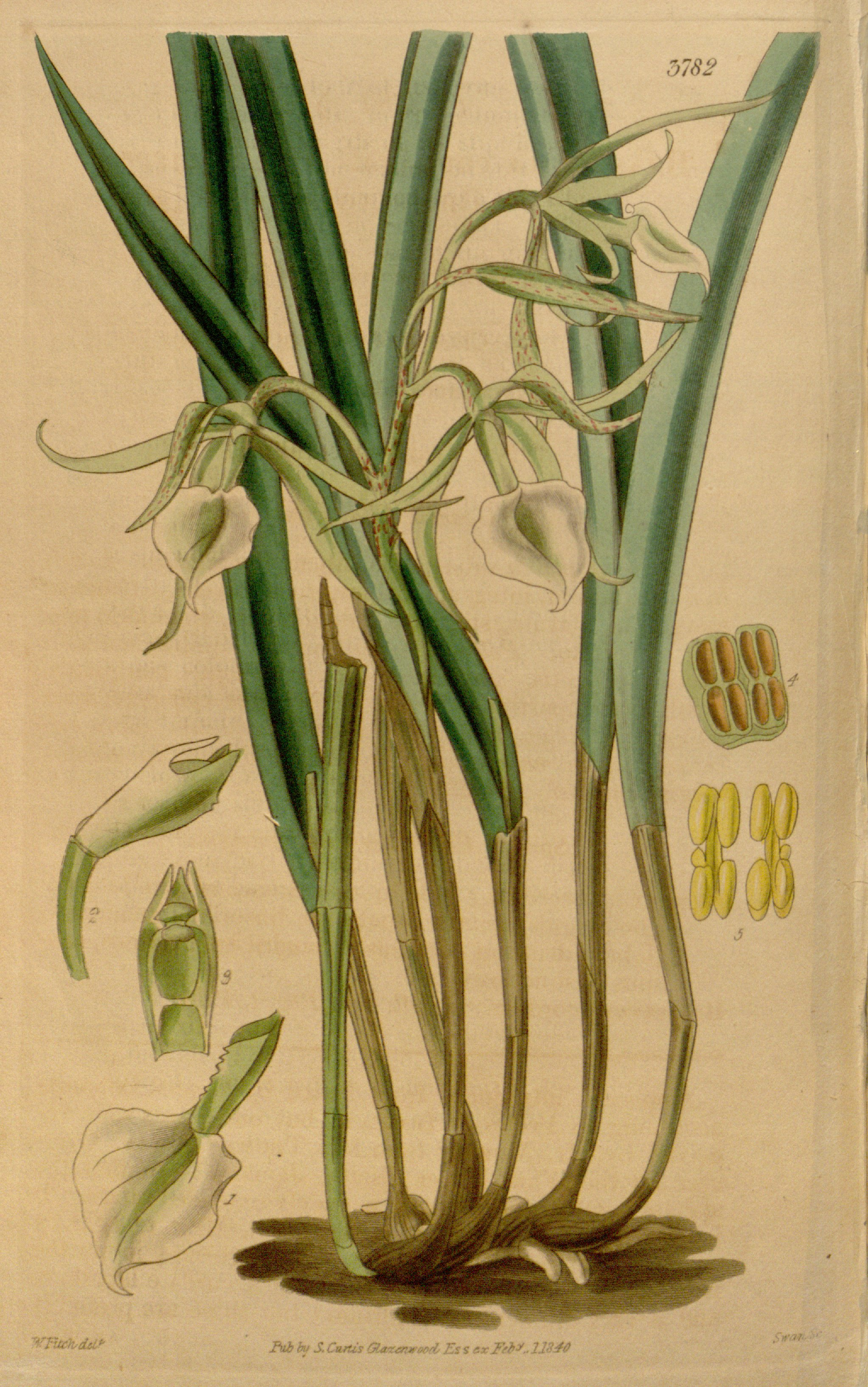